# Lucien Laviscount
Lucien Leon Laviscount (nacido el 9 de junio de 1992) es un actor franco-británico. Se dio a conocer en 2007 después de aparecer en el drama adolescente Grange Hill. Más tarde apareció en varias series de televisión, incluyendo Coronation Street de ITV (2009) y Waterloo Road de BBC One (2010–11). En 2011,  compitió en la octava temporada de la serie Celebrity Big Brother.
En 2015, Laviscount interpretó a un personaje habitual, Earl Grey, en la primera temporada de la comedia de terror Scream Queens en FOX. En 2017 y 2018 protagonizó la comedia-drama policíaca Snatch de Sony Crackle. Laviscount también interpretó a Alexander Cabot en la serie Katy Keene The CW
Laviscount llegó a la audiencia mundial en 2021 con el papel de Alfie en la temporada 2 de la serie de Netflix Emily en París.

## Primeros años
Laviscount nació en Burnley, Lancashire, y creció en Ribble Valley en Lancashire. Asistía al Instituto Ribblesdale en Clitheroe, donde fue premiado con 10 GCSEs (Certificado General de Educación Secundaria), y también era un miembro del taller de teatro de Carol Godby en Bury. Tiene dos hermanos, Louis y Jules.

## Carrera
A la edad de diez de años, Laviscount apareció en una campaña publicitaria para Marks & Spencer. Consiguió papeles en programas como Clocking Off y Johnny and the Bomb antes de que se convirtiera en un personaje permanente en la serie de BBC One, Grange Hill. Laviscount era entonces lanzado como el nadador religioso Ben Richardson en Coronation Street. En 2010, Laviscount participó en un partido de fútbol de caridad al lado Jack McMullen, Lyndon Ogbourne y otros actores en ayuda de Sport Relief.
El 18 de agosto de 2011, Laviscount se volvió compañero de cuarto en Celebrity Big Brother 2011 del Canal 5. Estuvo hasta la semana final, quedando en el quinto lugar. Fue apodado «Mumbles» por sus compañeros de casa. En 2011, también apareció como Jonah Kirby, un alumno escolar, en el espectáculo de televisión Waterloo Road. Laviscount firmó con SK Records en 2012 y lanzó su sencillo debut Dance With You, en colaboración con el rapero estadounidense MANN.
El 22 de febrero de 2014, Laviscount anunció que interpretaría el papel principal de Ennis Ross en Supernatural: Bloodlines, un spin off de Sobrenatural para la cadena CW de los Estados Unidos. Participó en el episodio piloto de la serie Backdoor, pero el programa no fue bien acogido. En 2015, Laviscount actuó como personaje habitual, Earl Grey, en la serie de comedia de terror Scream Queens de EE. UU. de la cadena FOX. En 2020 participó como Alexander Cabot en la serie Katy Keene de The CW
En 2021, Laviscount apareció en el papel de Alfie en la segunda temporada de Emily en París de Netflix. En 2022, tuvo el papel protagónico de Jay en la comedia de la BBC, Peacock.

## Filmografía

### Películas
| Año  | Título                | Papel  | Notas        |
| ---- | --------------------- | ------ | ------------ |
| 2014 | One Night in Istanbul | Joseph |              |
| 2014 | Honeytrap             | Troy   |              |
| 2015 | Runaway               | Henry  | Cortometraje |
| 2016 | Entre Dos Mundos      | Connor |              |
| 2017 | The Bye Bye Man       | John   |              |
| 2017 | Love Beats Rhymes     | Derek  |              |
| 2021 | Trust                 | Ansgar |              |

### Series
| Año       | Título                | Papel                | Notas                                                        |
| --------- | --------------------- | -------------------- | ------------------------------------------------------------ |
| 2002      | Clocking Off          | Tom Wood             | Episodio: "la historia de Jenny"                             |
| 2006      | Johnny and the Bomb   | Yo-Less              | 3 episodios                                                  |
| 2006      | New Street Law        | Alfie                | Episodio: "1.7"                                              |
| 2007–2008 | Grange Hill           | Jake Briggs          | 13 episodios                                                 |
| 2008      | Life Bites            | Jake                 | Episodio: "1.1"                                              |
| 2009      | Father & Son          | Elijah King          | Episodio: "1.1"                                              |
| 2009      | Coronation Street     | Ben Richardson       | 34 episodios                                                 |
| 2010–2011 | Waterloo Road         | Jonah Kirby          | Reparto permanente; 19 episodios (Serie 6)                   |
| 2011      | Celebrity Big Brother | Self                 | 5.º Sitio                                                    |
| 2011      | Casualty              | Liam Briggs          | Epifanía "de episodio"                                       |
| 2011      | Trucos nuevos         | David Green          | Encuadre "de episodio fuera de vuestra Parada"               |
| 2011      | Desvergonzado         | Dee Davies           | Episodio: "8.16"                                             |
| 2011      | Trollied              | Stu                  | 4 episodios                                                  |
| 2013      | Muerte en Paraíso     | Duncan Madera        | Episodio: "2.8"                                              |
| 2013      | El Syndicate          | Mate Greco           | Episodio: "2.4"                                              |
| 2013      | Asuntos de amor       | Jake                 | Episodio: "Gatito Chic"                                      |
| 2013      | Skins                 | Jason                | 2 episodios                                                  |
| 2014      | Sobrenatural          | Ennis Ross           | Episodio: "Bloodlines"                                       |
| 2014      | Episodios             | Brian                | 3 episodios                                                  |
| 2015      | Scream Queens         | Earl Grey            | 8 episodios                                                  |
| 2016      | Estrella quieta-Cruzó | Romeo Montague       | Episodio: "En la bella Verona, donde ponemos nuestra escena" |
| 2017–18   | Snatch                | Billy "F*ckin" Ayres | Reparto principal                                            |
| 2020      | Katy Keene            | Alexander Cabot      | Reparto principal, 13 episodios                              |
| 2021      | Threesome             | John Taylor          | Reparto principal, 5 episodios                               |
| 2021-2022 | Emily en París        | Alfie                | Reparto permanente (Temporada 2 y 3)                         |

## Premios y nominaciones
| Año  | Premios                                 | Categoría            | Trabajo nominado | Resultado |
| ---- | --------------------------------------- | -------------------- | ---------------- | --------- |
| 2018 | La película nacional Otorga Reino Unido | Actor De apoyo mejor | Snatch           |           |